# فلم (فلم مغربي)
فيلم هو فيلم مغربي من إخراج محمد أشاور سنة 2011، و بطولة كل من محمد أشاور،  فهد بنشمسي، فاطم العياشي.

## القصة
تتحدث قصة الفيلم عن مخرج سينمائي يبحث عن تحقيق ذاته وطموحاته الفنية في إنجاز سيناريو مثالي لشريطه، مما يدخله في دوامة من الحيرة المرضية التي أصبحت تعانيها معه زوجته وصديقه.